# Soboundou
Soboundou is een gemeente (commune) in de regio Timboektoe in Mali. De gemeente telt 40.400 inwoners (2009).